# Sites mégalithiques de la Côte-d'Or
Cet article présente la liste des sites mégalithiques de la Côte-d'Or, en France.

## Répartition géographique
| \| Dijon Beaune Montbard \| Répartition géographique des sites mégalithiques. · : dolmen - : menhir - : autre site mégalithique |
| Dijon Beaune Montbard |

## Inventaire
| Monument                                      | Commune                   | Remarque         | Protection       | Coordonnées                                             | Illustration |
| --------------------------------------------- | ------------------------- | ---------------- | ---------------- | ------------------------------------------------------- | ------------ |
| Tumulus de Croconnet                          | Bouze-lès-Beaune          |                  | Classé MH (1912) | 47° 03′ 27″ N, 4° 45′ 35″ E                             |              |
| Menhir du Cheval Gris                         | Chambain                  | menhir douteux   | Classé MH (1923) | 47° 48′ 40″ N, 4° 54′ 04″ E                             |              |
| Dolmen des Garennes                           | Champeau-en-Morvan        |                  |                  |                                                         |              |
| Ciste de Collonges                            | Collonges-lès-Bévy        |                  |                  | 47° 10′ 09″ N, 4° 50′ 22″ E                             |              |
| Dolmen du Poiset                              | Détain-et-Bruant          |                  |                  | 47° 11′ 43″ N, 4° 47′ 21″ E                             |              |
| Coffres mégalithiques de la forêt de Nonceuil | Francheville              |                  |                  |                                                         |              |
| Pierre Sainte-Christine                       | Genay                     |                  | Classé MH (1910) | 47° 32′ 26″ N, 4° 16′ 26″ E                             |              |
| Pierre-qui-vire                               | Gurgy-le-Château          | menhir douteux   |                  | 47° 49′ 33″ N, 4° 54′ 05″ E                             |              |
| Dolmens du Champ-du-Saule                     | Marcilly-Ogny             | 3 dolmens        |                  | 47° 14′ 34″ N, 4° 26′ 08″ E 47° 14′ 38″ N, 4° 26′ 08″ E |              |
| Menhir de Montigny-Saint-Barthélemy           | Montigny-Saint-Barthélemy | menhir incertain | Classé MH (1910) | 47° 25′ 27″ N, 4° 16′ 14″ E                             |              |
| Pierre Percée                                 | Nod-sur-Seine             | menhir douteux   |                  | 47° 45′ 32″ N, 4° 33′ 03″ E                             |              |
| Dolmen de Champin                             | Nolay                     |                  |                  |                                                         |              |
| Allée couverte de la Chaume                   | La Rochepot               |                  | Classé MH (1910) |                                                         |              |
| Pierre qui Vire                               | La Rochepot               |                  | Classé MH (1910) | 46° 57′ 01″ N, 4° 40′ 41″ E                             |              |
| Pierre Pointe                                 | Sussey                    | menhir           | Classé MH (1910) | 47° 13′ 50″ N, 4° 20′ 04″ E                             |              |
| Dolmens du Bois de Monfarbeau                 | Ternant                   |                  | 2 dolmens        | 47° 12′ 13″ N, 4° 49′ 34″ E                             |              |
| Dolmen de Pierrefitte                         | Volnay                    |                  |                  | 46° 59′ 52″ N, 4° 46′ 18″ E                             |              |
| Pierre Brûlée                                 | Volnay                    | dolmen           | Classé MH (1911) | 47° 01′ 01″ N, 4° 45′ 39″ E                             |              |